# Hongxing Ri
Der Hongxing Ri ist ein 6927 m hoher Berg im Himalaja in Tibet. 
Der Hongxing Ri liegt 15,81 km nordwestlich vom Mount Everest. Ein etwa 6400 m hoher Pass trennt den Berg vom 6,74 km westlich gelegenen Gyachung Kang (7952 m). Die Südwestflanke speist den Westlichen Rongpugletscher, an der Ostflanke erstreckt sich ein Tributärgletscher des Rongpugletschers. Ein Berggrat führt zum 1,69 km südöstlich gelegenen geringfügig niedrigeren Tongqiang Ri (6907 m). An der Nordflanke des Hongxing Ri strömt der Jiudagletscher.
Besteigungen des Hongxing Ri sind nicht bekannt.